# Pita Taufatofua
Pita Nikolas Taufatofua (ur. 5 listopada 1983 w Brisbane) – tongijski taekwondzista, biegacz narciarski i kajakarz australijskiego pochodzenia. Dwukrotny olimpijczyk (2016 i 2018), uczestnik mistrzostw świata w narciarstwie klasycznym (2017) oraz kajakarstwie (2019).

## Przebieg kariery

### Taekwondo
W zawodach taekwondo rywalizuje w kategorii wagowej powyżej 80 kilogramów. W 2007 i 2011 odpadał w światowych kwalifikacjach do letnich igrzysk olimpijskich (odpowiednio w 1/8 i 1/16 finału). W 2011 wystąpił również w kontynentalnym finale kwalifikacji do igrzysk, gdzie przegrał 3:7 z Kaino Thomsenem-Fuatagą. Cztery lata później ponownie awansował do tego etapu zmagań, gdzie 2:1 pokonał Dafyoda Lloyda Sandersa, dzięki czemu wywalczył prawo startu w Letnich Igrzyskach Olimpijskich 2016. W turnieju olimpijskim odpadł w 1/8 finału, po porażce z reprezentującym Iran Sajjadem Mardanim. Podczas Letnich Igrzysk Olimpijskich 2016 zdobył szeroką popularność swoim występem w roli chorążego reprezentacji Tonga na ceremonii otwarcia igrzysk, podczas której wystąpił w tradycyjnym tongijskim stroju ta’ovala, z nagim torsem i rękoma namaszczonymi dużą ilością oleju kokosowego. W lutym 2020, poprzez kontynentalny turniej kwalifikacyjny, ponownie zakwalifikował się na igrzyska w kategorii wagowej powyżej 80 kilogramów.

### Biegi narciarskie
W grudniu 2016 ogłosił, iż zamierza zakwalifikować się do udziału w rywalizacji biegaczy narciarskich na Zimowych Igrzyskach Olimpijskich 2018. Pierwsze treningi tej dyscypliny sportu rozpoczął w styczniu 2017, a pod koniec lutego tego samego roku zgłosił się do biegu sprinterskiego stylem dowolnym w ramach Mistrzostw Świata w Narciarstwie Klasycznym 2017 – w konkurencji tej zajął 152. miejsce, a gorsze czasy od niego uzyskali Czarnogórzec Veljko Grbović oraz Wenezuelczycy Donato Agostinelli i Adrián Solano.
W celu zakwalifikowania się na Zimowe Igrzyska Olimpijskie 2018 od lipca 2017 do stycznia 2018 wziął udział w kilkunastu biegach międzynarodowych niższej rangi rozgrywanych w Australii, Kolumbii, Turcji, Polsce, Armenii i Islandii. Podczas Zimowych Igrzysk Olimpijskich 2018, ponownie w roli chorążego reprezentacji Tonga, wziął udział na ceremonii otwarcia igrzysk, występując w tradycyjnym tongijskim stroju ta’ovala. W rywalizacji sportowej wystartował w biegu na 15 kilometrów stylem dowolnym, zajmując 112. lokatę – gorsze czasy od niego uzyskali Kolumbijczyk Sebastián Uprimny i Meksykanin Germán Madrazo.

### Kajakarstwo
W kwietniu 2019 ogłosił, iż zamierza zakwalifikować się na trzecie kolejne igrzyska olimpijskie w trzeciej różnej dyscyplinie sportu – kajakarstwie. W sierpniu 2019 wziął udział w Mistrzostwach Świata w Kajakarstwie 2019 – w konkurencji K1 na dystansie 200 metrów jeszcze przed startem miał problem z prawidłowym ustawieniem kajaka w maszynie startowej, a następnie dopłynął do mety wyścigu eliminacyjnego z najgorszym czasem w stawce, a w konkurencji K2, gdzie w parze z Malakaim Ahokavą płynął turystycznym kajakiem wykorzystywanym na co dzień do przewożenia między wyspami starszych mieszkańców Tonga, także zajął ostatnią lokatę w eliminacjach na dystansie 500 metrów, a na 200 metrów Tongijczycy nie ukończyli rywalizacji.
W lutym 2020 wystartował w mistrzostwach Oceanii, jednak nie zdołał wywalczyć olimpijskiej kwalifikacji – w kategorii K1 na dystansie 200 metrów zajął 8. miejsce, pokonując tylko zawodnika z Palau, a w kategorii K2 na dystansie 1000 metrów Tongijczycy nie ukończyli rywalizacji.

## Życie prywatne
Taufatofua urodził się w Australii, ale wychowywał się i dorastał na Tonga. Mieszka w australijskim Brisbane oraz na Tonga. Ukończył studia inżynierskie. Jest ambasadorem dobrej woli UNICEF, współpracuje ze stowarzyszeniem walczącymi z bezdomnością.

## Osiągnięcia – biegi narciarskie

### Igrzyska olimpijskie
| Miejsce | Dzień     | Rok  | Miejscowość | Konkurencja           | Czas biegu  | Strata       | Zwycięzca     |
| ------- | --------- | ---- | ----------- | --------------------- | ----------- | ------------ | ------------- |
| 112.    | 16 lutego | 2018 | Pjongczang  | 15 km stylem dowolnym | 33:43,9 min | +22:57,2 min | Dario Cologna |

### Mistrzostwa świata
| Miejsce | Dzień     | Rok  | Miejscowość | Konkurencja            | Czas biegu  | Strata       | Zwycięzca           |
| ------- | --------- | ---- | ----------- | ---------------------- | ----------- | ------------ | ------------------- |
| 152.    | 23 lutego | 2017 | Lahti       | Sprint stylem dowolnym | 3:11,72 min | +2:33,00 min | Federico Pellegrino |